# Kalendergeschichten (Brecht)

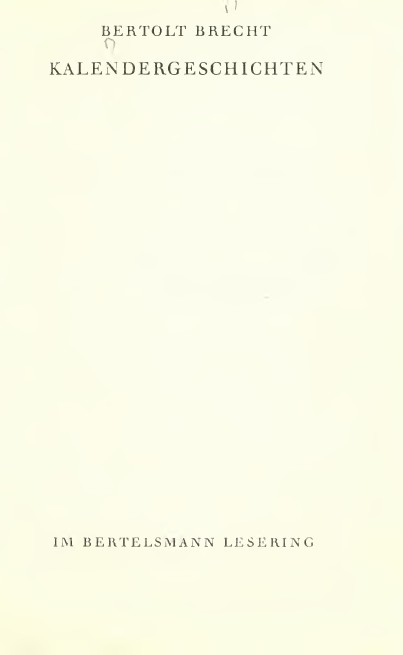
Kalendergeschichten

Kalendergeschichten ist eine literarische Sammlung in Versform und Prosa des deutschen Dramatikers und Dichters Bertolt Brecht, alle vom Typus der Kalendergeschichte. Den Plan zu der Sammlung erwähnte Brecht erstmals im April 1948. Im Januar 1949 erschienen die Kalendergeschichten im Verlag Gebrüder Weiß Berlin. Brecht schrieb hierfür weder eine Erzählung noch ein Gedicht neu, er griff auf vorhandenes Material zurück. Die Geschichten vom Herrn Keuner tauchen hier erstmals auf, sind aber auch nicht für die Sammlung geschrieben worden. Die Literaturkritik nahm die Sammlung zunächst zurückhaltend auf. Wegen der 1949 in der kulturpolitischen Szene der DDR einsetzenden Diskussionen über Formalismus und Realismus war Brecht teilweise heftigen Anfeindungen ausgesetzt. Der Rowohlt Verlag edierte das Werk seit 1953 als ungekürzte rororo Taschenbuch Ausgabe Nr. 77, wie üblich mit der Einbandgestaltung von Gröning/Pferdmenges. Weitere Ausgaben der Kalendergeschichten erschienen dann erst 1954 und 1955, die alsbald vergriffen waren. Sie werden bis heute regelmäßig aufgelegt.
Die Ausgaben des Reclam-Verlags in Leipzig zwischen 1979 und 1985 wurden von der Malerin und Designerin Irmgard Horlbeck-Kappler mit einem Coverbild versehen, das sie 1975 nach Brechts Legende von der Entstehung des Buches Taoteking... gestaltet hatte.

## Titel
- Der Augsburger Kreidekreis
- Ballade von der Judenhure Marie Sanders
- Die zwei Söhne
- Gleichnis des Buddha vom brennenden Haus
- Das Experiment
- Ulm 1592
- Der Mantel des Ketzers
- Kinderkreuzzug 1939
- Cäsar und sein Legionär
- Die Teppichweber von Kujan-Bulak ehren Lenin (1927)
- Der Soldat von La Ciotat
- Fragen eines lesenden Arbeiters
- Der verwundete Sokrates
- Mein Bruder war ein Flieger
- Die unwürdige Greisin
- Legende von der Entstehung des Buches Taoteking auf dem Weg des Laotse in die Emigration
- Geschichten vom Herrn Keuner

## Notizen
1. ↑  3. bis 5. Auflage; in der 3. Aufl. 1979 verschrieben zu "Taotelung"; Technik: Faserstiftzeichnung. Reclams Universalbibliothek, 397